# Malcolm Whitman

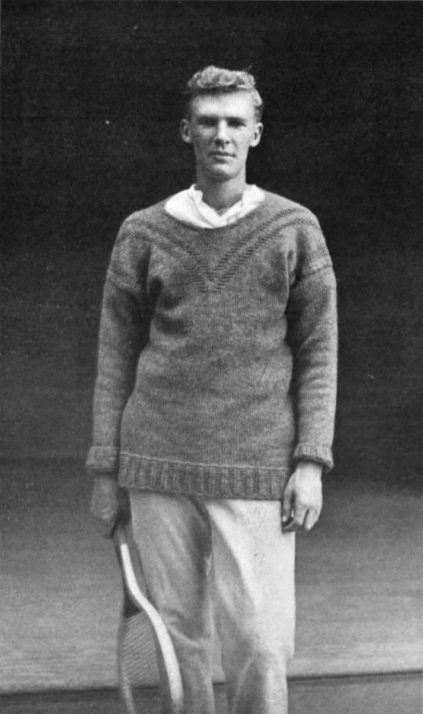
Whitman, vor 1903

Malcolm Douglass „Mal“ Whitman (* 15. März 1877 in New York City; † 28. Dezember 1932 ebenda) war ein US-amerikanischer Tennisspieler und dreifacher Sieger der US-Meisterschaften von 1898 bis 1900.

## Leben
Whitman wurde 1877 in New York geboren und studierte Jura an der Harvard University. Nachdem er bei den amerikanischen Meisterschaften 1896 und 1897 bereits ins Viertelfinale vorgedrungen war, besiegte er 1898 im Finale Dwight Davis und errang seinen ersten Titel. Im folgenden Jahr verteidigte er den Titel gegen den Herausforderer Parmly Paret. Nachdem er sich gegen Bedenken seines Vaters durchgesetzt hatte, der ihn aufforderte, den Tennisschläger beiseitezulegen und sich auf sein Studium zu konzentrieren, trat er 1900 nochmals an und konnte seinen Titel erneut verteidigen.
Whitman nahm neben seinen Kommilitonen Davis und Holcombe Ward an der ersten Austragung des Davis Cup, damals ein Länderduell zwischen den USA und Großbritannien, in Boston teil. Dort gewann er sein Spiel gegen Arthur Gore, die US-Mannschaft siegte schließlich mit 3:0. Nachdem der Davis Cup im Folgejahr ausgefallen war, spielte er 1902 erneut im Davis Cup, den die USA für sich entscheiden konnten. Auch in diesem Jahr konnte er seine beiden Einzel gegen Joshua Pim und Reginald Doherty gewinnen. Danach beendete er seine Tenniskarriere.
Später war Whitman als Mitglied des Vorstands des amerikanischen Tennisverbands USTA tätig.
In den letzten Jahren seines Lebens beschäftigte er sich mit der Tennisgeschichte, worüber er 1932 ein Buch veröffentlichte. Darin vertrat er die Auffassung, dass Mary Outerbridge das erste moderne Tennis auf amerikanischem Boden gespielt habe. Dies gilt mittlerweile als zweifelhaft. Im Dezember desselben Jahres erlitt Whitman einen Nervenzusammenbruch, als dessen Folge er Selbstmord beging. Im Jahr zuvor war seine Tochter an einer Lungenentzündung gestorben. 1955 wurde er in die International Tennis Hall of Fame aufgenommen.

## Einzeltitel
| Nr. | Jahr | Championship       | Finalgegner    | Ergebnis           |
| 1.  | 1898 | US-Meisterschaften | Dwight Davis   | 3:6, 6:2, 6:2, 6:1 |
| 2.  | 1899 | US-Meisterschaften | Parmly Paret   | 6:1, 6:2, 3:6, 7:5 |
| 3.  | 1900 | US-Meisterschaften | William Larned | 6:4, 1:6, 6:2, 6:2 |